# Kingston Lisle
 (septembre 2023).
Kingston Lisle est une paroisse civile et un village de l'Oxfordshire, en Angleterre.